# اسب مغولی
اسب مغولی نژاد اسب بومی مغولستان است. گفته می‌شود که این نژاد از زمان چنگیز خان تا حد زیادی بدون تغییر باقی مانده‌است. عشایر مغول که به سبک سنتی زندگی می‌کنند، هنوز هم از بیش از ۳ میلیون حیوان نگهداری می‌کنند، که از تعداد انسان‌های این کشور بیشتر است.